# Alfa Romeo Canguro

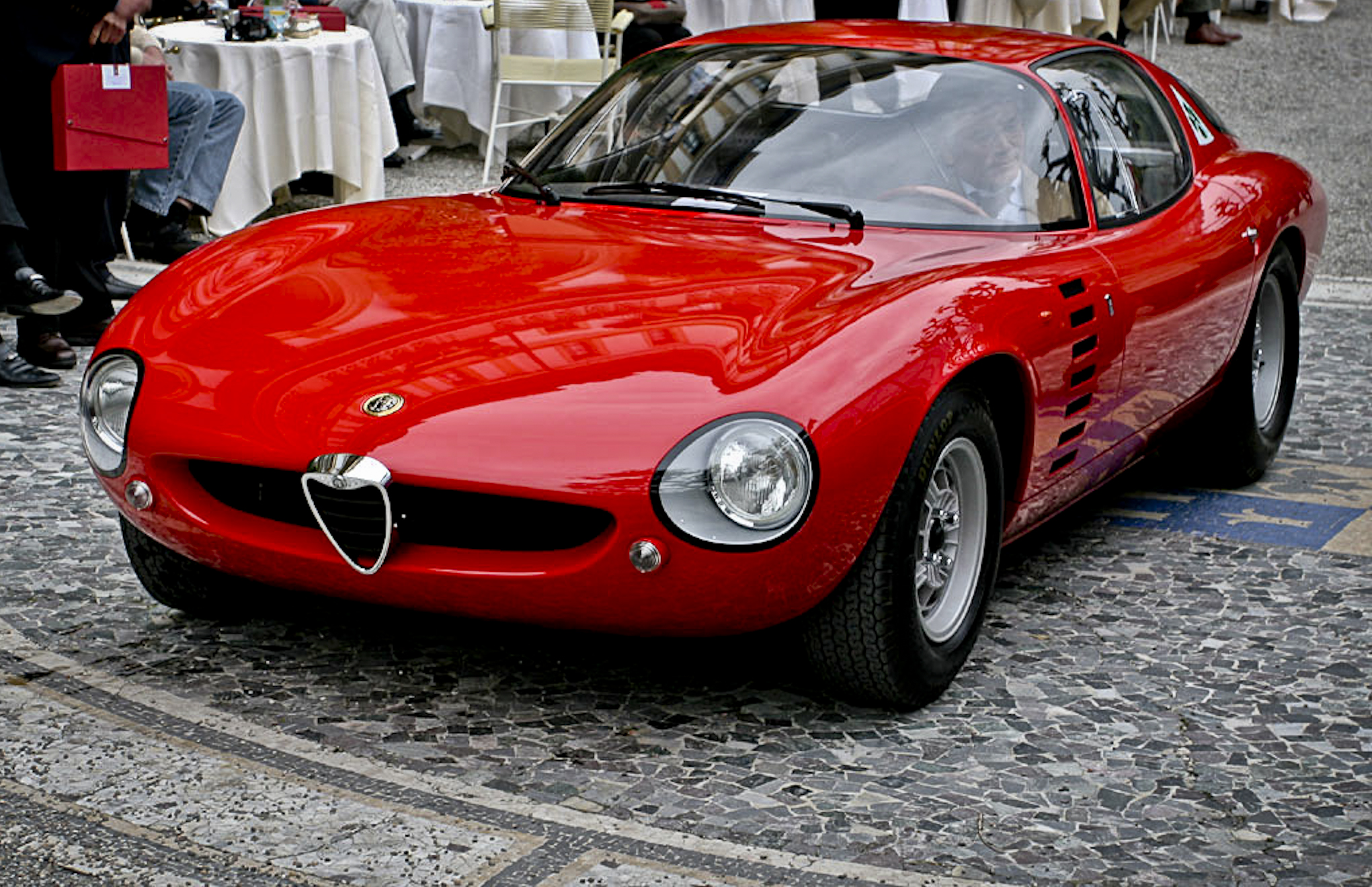
Alfa Romea Canguro

De Alfa Romeo Canguro is een conceptauto van het Italiaanse autohuis Alfa Romeo uit 1964. De auto werd ontworpen door Bertone.
De auto werd ontworpen door Giugiaro terwijl hij werkte bij Bertone
Canguro betekent kangaroo. De auto is gebaseerd op de Alfa Romeo Giulia 1600 Tubolare. Met deze auto wilde Alfa Romeo een versie van de Alfa Romeo Zagato GTZ maken die ook op de straat verantwoord was.